# 위상수학적 결함
위상수학적 결함 또는 솔리톤은 물질의 연속적 장 또는 질서 있는 상태 내에서 발생하는 불규칙성 또는 혼란이다. 점, 선, 면 등 다양한 형태를 취할 수 있는 이러한 결함은 그들의 안정성과 함께, 장이나 재료의 연속적 변형을 통해 '매끄럽게' 하거나 제거할 수 없다는 사실이 특징이다. 이들은 응집물질 물리학, 우주론, 양자장론 등 물리학의 다양한 영역에서 중요한 역할을 하며, 이들이 발생하는 물리계의 특성과 동작에 심오한 영향을 미칠 수 있다.
위상수학적 솔리톤의 가장 간단하고 일반적인 예 중 하나는 일반적으로 시계 방향으로 감겨 있는 구식 코일 전화 핸드셋 코드에서 발생한다. 수년 동안 핸드셋을 집어 들면 코드 부분이 시계 반대 방향으로 감겨질 수 있으며, 이런 일이 발생하면 감겨진 두 방향을 분리하는 독특한 더 큰 고리가 생긴다. 시계 방향도 반시계 방향도 아닌 이 이상하게 보이는 전이 루프는 위상수학 솔리톤의 훌륭한 예이다. 컨텍스트가 아무리 복잡하더라도 위상수학적 솔리톤의 자격을 갖춘 모든 항목은 어느 정도 꼬인 전화 코드 예에서 볼 수 있는 이와 동일한 간단한 조정 문제를 나타내야 한다.
위상수학적 솔리톤은 현대 전자 장치에 사용되는 결정질 반도체를 만들 때 쉽게 발생하며, 그러한 맥락에서 그 효과는 거의 항상 해롭다. 이러한 이유로 이러한 결정 전이를 위상수학적 결함이라고 한다. 그러나 대부분이 고체 상태인 용어는 그러한 경계 영역의 풍부하고 흥미로운 수학적 특성을 방해한다. 따라서 대부분의 비고체 상태 컨텍스트에서는 보다 긍정적이고 수학적으로 풍부한 문구 "위상수학적 솔리톤"이 바람직하다.
위상수학적 솔리톤 및 관련 주제에 대한 보다 자세한 논의는 아래에 제공된다.
수학과 물리학에서 위상수학적 솔리톤 또는 위상수학적 결함은 연립 편미분 방정식의 해 또는 진공 해와 호모토피적으로 구별되는 양자장론의 해이다.

## 개요
위상수학적 결함의 존재는 경계 조건이 호모토피적으로 구별되는 해의 존재를 수반할 때마다 입증될 수 있다. 일반적으로 이는 조건이 지정된 경계에 미분 방정식에서 보존되는 중요한 호모토피 군이 있기 때문에 발생한다. 그러면 미분 방정식의 해는 위상적으로 구별되며 호모토피 동치류로 분류된다. 위상수학적 결함은 작은 섭동에 대해 안정적일 뿐만 아니라 붕괴되거나 취소되거나 풀릴 수 없다. 왜냐하면 균일하거나 "자명한" 해로 (호모토피적으로) 사상하는 연속 변환이 없기 때문이다.

## 공식적인 분류
정렬된 매질은 영역의 모든 점에 순서 매개변수를 할당하는 함수 f (r)에 의해 설명되는 공간 영역으로 정의되며, 순서 매개변수 공간의 가능한 값은 순서 매개변수 공간을 구성한다. 결함의 호모토피 이론은 매질의 순서 매개변수 공간의 기본 군을 사용하여 해당 매질의 위상수학적 결함의 존재, 안정성 및 분류를 논의한다.
R이 매질에 대한 차수 매개변수 공간이고 G가 R 에 대한 리 군이라고 가정한다. H를 매질에 대한 G 의 대칭 부분군으로 설정한다. 그러면 차수 매개변수 공간은 몫 리 군 R = G/H로 작성될 수 있다.
대수적 위상수학에서, G가 G/H에 대한 보편 덮개라면, πn(G/ H) = πn −1 (H)임이 알려져 있다. 여기서 πi 는 i 번째 호모토피 군을 나타낸다.
매질의 다양한 유형의 결함은 차수 매개변수 공간의 다양한 호모토피 군의 원소로 특징지어질 수 있다. 예를 들어, (3차원에서) 선 결함은 π1(R) 원소에 해당하고, 점 결함은 π2(R) 원소에 해당하고, 텍스처는 π3(R) 요소에 해당한다. 그러나 π 1 ( R )의 동일한 켤레류에 속하는 결함은 서로 연속적으로 변형될 수 있으므로, 서로 다른 결함은 서로 다른 켤레류에 해당한다.
Poénaru와 Toulouse는 교차 결함이 π1(R)의 별도 켤레류 구성원인 경우에만 얽히게 된다는 것을 보여주었다.

## 예
위상수학적 결함은 편미분 방정식에서 발생하며 응집 물질 물리학의 상전이를 일으킨다고 여겨진다.
위상수학적 결함의 진정성은 무한한 시간이 경과할 경우 시스템이 지향하게 될 진공의 특성에 따라 달라진다. 결함이 각각 거짓 진공과 참 진공에 있는 경우 거짓 및 참 위상수학적 결함을 구별할 수 있다.

### 고립파 편미분 방정식
예를 들면 다음과 같이 정확하게 풀 수 있는 모델에서 발생하는 솔리톤 또는 고립파가 있다.
- 결정질 재료의 나사 전위,
- 양자장론의 스카이미온, 그리고
- 위상수학적 결함  베스–추미노–위튼 모델.

### 람다 전이
다음
- 액정의 나사/가장자리 전위,
- 초전도체의 플럭슨으로 알려진 자속 "튜브"
- 초유체의 소용돌이.

을 포함한 람다 전이 보편 동치류 시스템의 위상수학 결함

## 우주론적 결함
우주론적 유형의 위상수학적 결함은 지구에서의 물리학 실험에서 만들어내기가 불가능하다고 여겨지는 에너지가 아주 높은 현상이다. 우주가 형성되는 동안 생성된 위상수학적 결함은 이론적으로 상당한 에너지 소비 없이 관찰될 수 있다.
빅뱅 이론에서 우주는 초기 뜨겁고 밀도가 높은 상태에서 냉각되어 초전도체와 같은 응집 물질 시스템에서 발생하는 것과 유사한 일련의 상전이를 촉발한다. 어떤 대통일 이론은 이러한 상전이 동안 초기 우주 에서 안정적인 위상 결함이 형성될 것으로 예측한다.

### 대칭성 깨짐
대칭성 깨짐의 특성에 따라 키블-추렉 메커니즘에 따라 초기 우주의 우주적 상전이에서 다양한 솔리톤이 형성되었다고 믿어진다. 잘 알려진 위상수학적 결함은 다음과 같다.
- 우주 끈은 축 또는 원통형 대칭이 깨질 때 형성되는 1차원 선이다.
- 도메인 벽은 상전이에서 이산 대칭이 깨질 때 형성되는 2차원 막이다. 이 벽은 우주를 개별 세포로 나누는 독립 세포 거품의 벽과 비슷하다.
- 구형 대칭이 깨졌을 때 형성되는 입방체 모양의 결함인 단극은 자기 전하를 가질 것으로 예측되며,  북쪽 또는 남쪽(그래서 일반적으로 " 자기 단극 "이라고 함).
- 더 크고 복잡한 대칭이 완전히 깨졌을 때 텍스처가 형성된다. 이는 다른 결함만큼 국소적이지 않으며 불안정하다.
- 스커미온
- 추가 차원과 더 높은 차원.

이러한 결함 유형의 다른 더 복잡한 혼합도 가능하다.
우주가 팽창하고 냉각됨에 따라 빛의 속력으로 퍼지는 영역에서 물리 법칙의 대칭이 무너지기 시작했다. 인접 영역의 경계에서 위상수학적 결함이 발생한다. 이러한 경계를 구성하는 물질은 규칙적인 상에 있으며, 이는 주변 영역에 대해 무질서한 상 으로의 상전이가 완료된 후에도 지속된다.

### 관찰
천문학자들은 위상수학적 결함을 확인하지 않았다. 그러나 특정 유형은 현재 관찰과 호환되지 않다. 특히, 관측 가능한 우주에 자벽과 단극이 존재한다면 천문학자들이 볼 수 있는 것과 상당한 차이가 생길 것이다.
이러한 관측으로 인해 관측 가능한 우주 내 결함 형성은 매우 제한되어 있으며 특별한 상황이 필요하다( 인플레이션(우주론) 참조). 다른 한편, 우주 끈은 물질 우주의 대규모 구조가 응축되는 초기 '종자'중력을 제공하는 것으로 제안되었다. 질감도 마찬가지로 양성이다. 2007년 후반에 우주 마이크로파 배경의 한 지점이 텍스쳐가 있을 수 있다는 증거를 제공했다.

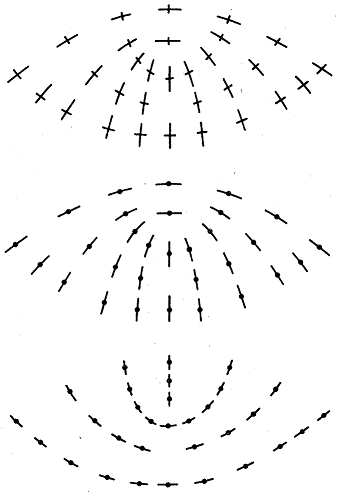
이축 네마틱스의 안정적인 결함 클래스

## 응집 물질
응집 물질 물리학에서 호모토피 군론의 응용은 질서 있는 시스템의 결함을 설명하고 분류하기 위한 자연스러운 환경을 제공한다. 응집 물질 이론의 여러 문제에 위상수학적 방법이 사용되어 왔다. 포에나루와 툴루즈는 얽힘 없이 서로 교차할 수 있는 액정의 선(끈) 결함 조건을 얻기 위해 위상학적 방법을 사용했다. 초유체 헬륨-3의 A 상에서 독특한 유체역학적 거동을 최초로 발견한 것은 위상수학의 적지 않은 적용이었다.

### 안정적인 결함
호모토피 이론은 위상수학적 결함의 안정성과 깊은 관련이 있다. 선결함의 경우 폐경로가 연속적으로 한 점으로 변형될 수 있으면 결함은 불안정하고 그렇지 않으면 안정하다.
우주론이나 장론과 달리 응집 물질의 위상수학적 결함이 실험적으로 관찰되었다. 강자성 물질은 자벽으로 분리된 자기 정렬 영역을 가지고 있다. 네마틱 및 이축 네마틱 액정은 단극, 스트링, 텍스처 등을 포함한 다양한 결함을 나타낸다

### 자기계의 위상수학적 결함
자기계에서 위상수학적 결함에는 스커미온 (정수 스커미온 전하 포함)와 같은 2D 결함 또는 호피온 (정수 호프 지수 포함)와 같은 3D 결함이 포함된다. 정의는 가장자리 전위 및 나사 전위 (버거 벡터의 정수 값을 가짐)와 같은 헬리 자기 차수의 전위를 포함하도록 확장될 수 있다.

## 그림

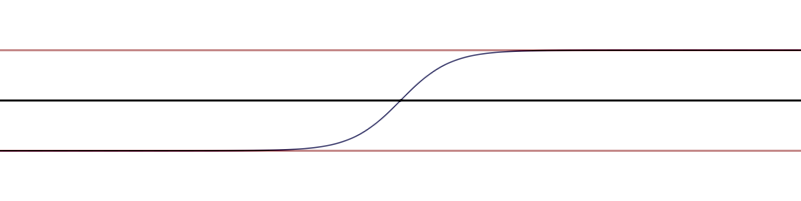
(1 + 1) 차원 시공간에서 정적 해

솔리톤과 안티솔리톤이 속도 ±sinh(0.05)로 충돌하여 소멸된다.

## 같이 보기
- 응집 물질
- 미분 방정식
- Dislocation
- 양자역학
- 양자 위상수학
- Quantum vortex
- 물리학에서 위상수학적 엔트로피
- Topological excitations
- 위상다양체
- Topological order
- 위상 양자장론
- 위상수학적 양자수
- 위상수학적 끈이론
- 위상수학
- 벡터 솔리톤